# Amald'âme
Albums de Serge Lama
À la vie, à l'amour
(1989) Lama
(1994)
Amald'âme est un album studio de Serge Lama distribué par Sony Music en 1992.

## Histoire
Pour ce nouvel opus, Serge Lama réenregistre neuf anciens succès réorchestrés pour l'occasion, auxquels s'ajoutent trois nouvelles chansons : Europe Babel, Jonathan des banlieues et Le grand amour. Ce dernier titre a été créé par Alice Dona en 1972 sous le titre "et je m'en fous du grand amour".

## Autour de l'album
Référence originale : CD Pomme Music / Sony Music 950 142

## Titres
L'ensemble des textes est de Serge Lama (sauf indications et/ou précisions supplémentaires).
| No  | Titre                    | Paroles               | Musique                | Durée |
| --- | ------------------------ | --------------------- | ---------------------- | ----- |
| 1.  | Europe Babel             |                       | Yves Gilbert           | 4:28  |
| 2.  | Les Ballons rouges       |                       | Yves Gilbert           | 3:33  |
| 3.  | L'Algérie                |                       | Alice Dona             | 3:49  |
| 4.  | Jonathan des banlieues   |                       | Yves Gilbert           | 3:45  |
| 5.  | Où vont tous ces bateaux |                       | Tony Stéfanidis        | 3:29  |
| 6.  | Et puis on s'aperçoit    |                       | Yves Gilbert           | 4:09  |
| 7.  | Le grand amour           |                       | Alice Dona             | 4:18  |
| 8.  | D'aventures en aventures |                       | Yves Gilbert           | 3:50  |
| 9.  | Le dernier Baiser        |                       | Alice Dona             | 3:52  |
| 10. | Superman (Apeman)        | adaptation Serge Lama | Raymond Douglas Davies | 3:05  |
| 11. | L'orgue de Barbara       |                       | Serge Lama             | 2:30  |
| 12. | À quinze ans             |                       | Jackie Bayard          | 3:18  |